# Hylophila
Hylophila ist eine Gattung aus der Familie der Orchideen (Orchidaceae). Sie besteht aus fünf Arten krautiger Pflanzen, die im tropischen Südostasien beheimatet sind.

## Beschreibung
Die Arten der Gattung Hylophila sind relativ große, meist terrestrisch wachsende Orchideen mit großen Blättern. Sie bilden ein langes, fleischiges Rhizom. Die faserigen Wurzeln entspringen an den Knoten des Rhizoms. Das Rhizom wächst schließlich aufwärts und bildet den beblätterten Spross. Die Laubblätter sind schief lanzettlich bis oval geformt, an der Basis laufen sie in einen kurzen Blattstiel aus, der den Spross röhrenförmig umfasst.
Der traubige Blütenstand ist endständig. Während der untere Teil der Sprossachse kahl ist, ist die Blütenstandsachse behaart, ebenso die Hochblätter zwischen oberstem Laubblatt und unterster Blüte, die Tragblätter, der Fruchtknoten und die Außenseiten der Sepalen. Die Tragblätter sind etwa so lang wie Fruchtknoten und Blütenstiel zusammen. Die Blüten sind resupiniert, der zylindrische bis spindelförmige Fruchtknoten ist verdreht. Die Blütenblätter sind nicht miteinander verwachsen. Die seitlichen Sepalen sind asymmetrisch geformt und umfassen mit ihrer Basis die Lippe. Die Petalen sind asymmetrisch oval-rhombisch, sie haften am oberen Petal an. Die Lippe ist zweigeteilt: Der basale Teil, das Hypochil, ist groß, halbkugelförmig bis hodenförmig. Wenn vorhanden, treten die Anhängsel auf der Innenseite der Lippe paarweise auf. Der vordere Teil der Lippe, das Epichil, schließt ohne Mittelteil an und ist klein, linealisch bis oval geformt. Die Säule besitzt eine kurze, dicke Basis und verjüngt sich nach vorne. Das Staubblatt ist schmal oval bis lanzettlich, es enthält zwei keulenförmige bis ovale Pollinien. Deren lange Stielchen haften aneinander und sind mit einer gemeinsamen Klebscheibe (Viscidium) verbunden. Die Narbe besteht aus einer Fläche. Das Trenngewebe zwischen Narbe und Staubblatt (Rostellum) ist dreieckig und tief eingeschnitten. Die Blütenstiele verlängern sich bis zur Reife der Kapselfrucht nicht.

## Vorkommen
Hylophila ist in Südostasien beheimatet. Das Verbreitungsgebiet reicht von Taiwan und Thailand südwärts über Malaysia, die Philippinen, Indonesien, Papua-Neuguinea bis zu den Salomonen. In Bezug auf die Standorte lassen sich innerhalb der Gattung zwei Gruppen unterscheiden: Hylophila lanceolata und verwandte Arten kommen im Schatten montaner Wälder in Höhenlagen von 900 bis 1500 Metern vor. Sie besiedeln Moospolster und Humustaschen auf Felsen, gelegentlich auch auf Bäumen. Die Artengruppe um Hylophila mollis kommt in tieferen Lagen von 50 bis 900 Metern vor und besiedelt hellere Standorte.

## Systematik und botanische Geschichte
Hylophila wird innerhalb der Tribus Cranichideae in die Subtribus Goodyerinae eingeordnet. Nach Dressler lässt sich diese weiter in zwei Gruppen unterteilen; Hylophila steht in der größeren Gruppe mit nur einer Narbenfläche. Die Gattungen Goodyera und Lepidogyne sind nah verwandt. Innerhalb der Gattung gibt es zwei Gruppen, die sich schon bei den Ansprüchen an den Standort unterscheiden. Die Gruppe um Hylophila mollis hat einen langen Blütenstandsstiel, kleine, etwa 4 mm messende Blüten und einen oval geformten vorderen Lippenteil. Die andere Gruppe um Hylophila lanceolata hat einen kurzen Blütenstandsstiel, Blüten bis 8 mm Größe und einen dünnen vorderen Lippenteil. Innerhalb der Gruppen sind sich die Arten sehr ähnlich.
Die Gattung Hylophila wurde 1833 von John Lindley in Bot. Reg. Tafel 1618 aufgestellt. Der Name kommt vom griechischen ὕλη hyle, „Wald“, und φίλος philios, „liebend“, er soll den bevorzugten Standort der Typusart, Hylophila mollis, bezeichnen. Ein Synonym zu Hylophila ist Dicerostylis Blume. Diese Gattung sollte sich durch zwei Anhängsel an der Säule von Hylophila unterscheiden (di, „zwei“, κόρυς keros, „Horn“, στῦλος stylis, „Griffel, Säule“). Allerdings wurden Pflanzen gefunden, die bis auf diese Anhängsel der Säule sich genau gleichen, so dass eine Trennung in zwei Gattungen ungerechtfertigt erscheint.
Derzeit werden fünf Arten zu Hylophila gezählt:
- Hylophila cheangii Holttum: Sie kommt in Malaysia und Borneo vor.[5]
- Hylophila lanceolata (Blume) Miq.: Sie kommt von Thailand bis Malesien vor.[5]
- Hylophila mollis Lindl. (Syn.: Hylophila gracilis Schltr., Hylophila orientalis Schltr.): Sie kommt in Thailand und im westlichen Malesien vor, außerdem in Neuguinea, im Bismarck-Archipel und auf den Salomonen.[5]
- Hylophila nipponica (Fukuy.) T.P.Lin: Sie kommt im südlichen Taiwan vor.[5]
- Hylophila rubra Ames: Sie kommt auf den Philippinen vor.[5]